# Munition à uranium appauvri

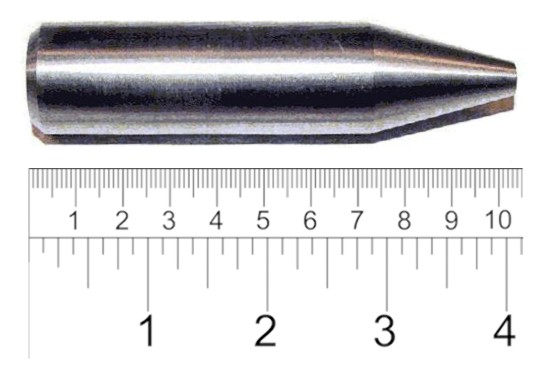
Pénétrateur de l'obus PGU-14/B API utilisé dans le canon GAU-8 Avenger.

Les munitions à uranium appauvri sont des munitions employant l'uranium appauvri, matériau très dense, afin de perforer les blindages.
La densité élevée de l'uranium en fait un matériau de fabrication d’obus antichar, et notamment dans les « obus-flèches » utilisés lors de la première guerre du Golfe, la guerre du Kosovo et durant les premières phases de la guerre d'Irak. 

## Actions des munitions à l'uranium appauvri
Les « flèches »  des munitions antiblindage sont généralement en alliage de tungstène (comme le carbure de tungstène) qui est plus dur que l'acier, ou des flèches dont le cœur est en uranium appauvri plus dense que l'acier, et concentrant donc dans leur centre plus de puissance (ce matériel est toutefois moins dur). Le tungstène possède une température de fusion de 3 400 °C et d’ébullition de 5 700 °C. L’uranium appauvri possède quant à lui un point de fusion à 1 130 °C et d’ébullition à 3 850 °C mais il a l’avantage d’être disponible en grandes quantités (lors de l'enrichissement de l'uranium pour son utilisation comme combustible, il reste environ 6/7e d'uranium non utilisable en l'état, sous cette forme dite appauvrie[Quoi ?] – d'après un rapport de l'Autorité de sûreté nucléaire du 8 octobre 2020, les stocks d'uranium appauvri en France s'élevaient, fin 2018, à 318 000 tonnes). Le tungstène est d’autre part deux fois plus dur que l’uranium appauvri, avec une dureté de 500 Vickers contre 250 Vickers seulement pour l’uranium appauvri). Ceci permet d'augmenter considérablement leur densité sectionnelle et donc leur profondeur d'impact.

### Action mécanique

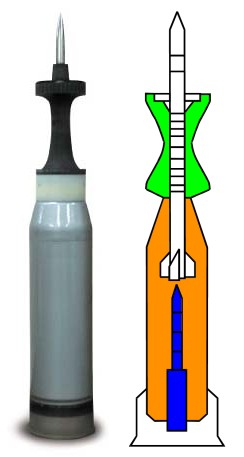
Obus-flèche perforant américain M829 ; la flèche (en blanc) est composée d’un alliage d’uranium.

Dans le cas d'un obus de char, le « pénétrateur » est une barre affutée longue d'environ 25 cm, composée d'uranium appauvri, sans explosif et à la vitesse initiale élevée (de l'ordre de 1 500 m/s). Lors de l'impact, son énergie cinétique est dissipée sur une surface d'environ 40 mm2, ce qui crée une pression énorme et participe à la pulvérisation du blindage en ménageant un trou.
Certaines bombes anti-bunker sont soupçonnées d'utiliser des pénétrateurs à uranium appauvri,.

### Action eutectique et explosive
Pendant l'impact, l'uranium s'échauffe et atteint sa température de fusion, qui est inférieure à celle de l'acier ; il crée avec le fer du blindage un eutectique, ce qui provoque la fusion du blindage et participe à la perforation, en projetant le métal liquide dans l'habitacle. Cela se propage dans la cible et tout ce qui est inflammable va s'enflammer voire exploser ; par ailleurs, étant pyrophorique, l'uranium pulvérisé qui pénètre dans l'habitacle s'enflamme également, d'où l'explosion des chars de combat environ 5 secondes après l'impact.

## Dispersion d'uranium
Si l'uranium appauvri provenant de l'impact d'un pénétrateur de 4,85 kg (dont on suppose qu'il est volatilisé à 50 %) est dispersé uniformément dans un rayon de 10 m du point d'impact et pénètre le sol sur une profondeur de 10 cm, il conduira au départ à une concentration d'approximativement 96 mg/kg, près de 50 fois plus que le taux moyen naturel du sol (de l'ordre de 2 mg/kg) mais qui peut se rencontrer dans certains sols naturellement radioactifs (dans les poussières de la région d'Amman, en Jordanie par exemple). On a montré au milieu des années 1990 après la guerre du Golfe au Koweït qu'une partie de cet uranium et d'autres métaux provenant de l'obus se disséminaient ensuite dans l'environnement via les retombées de l'aérosol dégagé au contact de la munition avec sa cible, puis par les réenvols de particules et molécules, éventuellement absorbées sur des poussières ou gouttelettes d'eau (contamination dite « aéroportée »), le ruissellement de l'eau ou la bioturbation. Ainsi en Bosnie-Herzégovine après la guerre, une enquête du PNUE a pu utiliser des écorces d'arbres et des lichens (ayant fixé ces particules acquises à partir de l'air ou de la pluie) comme bioindicateurs de cette contamination ; les lichens, même s'ils ne fixent pas 100 % de l'uranium qui se dépose sur eux (une partie étant lessivée par les pluies, mais pouvant être retrouvée sur les écorces), sont considérés comme de bons bioindicateurs des pollutions aéroportées, métalliques notamment et à ce titre déjà très utilisés pour le biomonitoring de l'environnement, par ce qu'ils sont de bons biointégrateurs des particules de leur environnement (avec possibilité de transplanter des lichens propres dans un environnement contaminé pour mesurer en combien de temps ils intègrent des polluants ou évaluer la part de polluant provenant du sol et de l'air). L'analyse des ratios de concentration uranium 234/uranium 238 permettant de bien différencier l'uranium apporté par les munitions de l'uranium naturel également trouvé dans les lichens, jusque dans les régions les moins industrialisées (Nunavut par exemple). Les lichens ont ainsi été utilisés pour suivre le devenir de radionucléides émis par l'accident de Tchernobyl ou l'uranium émis par les munitions utilisées en 1999 dans la région des Balkans (via l'étude du ratio isotopique uranium 235/uranium 238).
Au point d'explosion, les anomalies de concentration en uranium sont d'autant plus perceptibles que le métal a été faiblement dispersé. Un volume de sol naturel dans un rayon de 20 m et sur une profondeur de 80 cm (toujours à raison d'une moyenne de l'ordre de 2 g/t) contient en moyenne une masse de 4 kg d'uranium, ce qui est l'ordre de grandeur typique d'une munition militaire : à ces niveaux de dilution, si l'uranium provenant de la munition n'est pas plus mobile et bioassimilable, on ne peut parler de « pollution » au sens technique du terme, du fait que la teneur en uranium du sol reste dans les limites du normal. L'uranium dispersé sous forme de vapeur ou nanoparticule peut ne pas être aussi bien fixé ou adsorbé dans le sol que l'uranium naturel, et alors plus facilement dispersé par l'air ou retrouvé dans l'eau. Plus de 10 ans après le conflit de Bosnie-Herzégovine les taux d'uranium trouvés dans l'eau étaient jugés très bas (0.27-16.2 m Bq l(-1) pour (238)U, 0.41-15.6 m Bq l(-1) pour (234)U et 0.012-0.695 m Bq l(-1) pour (235)U) et seuls quelques échantillons gardaient trace d'uranium appauvri militaire. L'uranium naturel et "militaire" étaient cependant bien plus présent dans les lichens mousses et écorces d'arbres (0.27 à 35.7 Bq kg(-1) pour (238)U, 0.24 à 16.8 Bq kg(-1) pour (234)U et 0.02-1.11 Bq kg(-1) pour (235)U), que dans l'eau, à des niveaux cependant jugés encore faibles par rapport aux valeurs seuil en vigueur.
Les études disponibles suggèrent qu'il faut une durée de l'ordre de 100 à 1 000 ans pour que les munitions ou les blindages en uranium appauvri se dégradent et soient dispersés chimiquement par oxydation, érosion éolienne, hydrique, etc..

### Action chimiqueet radioactive

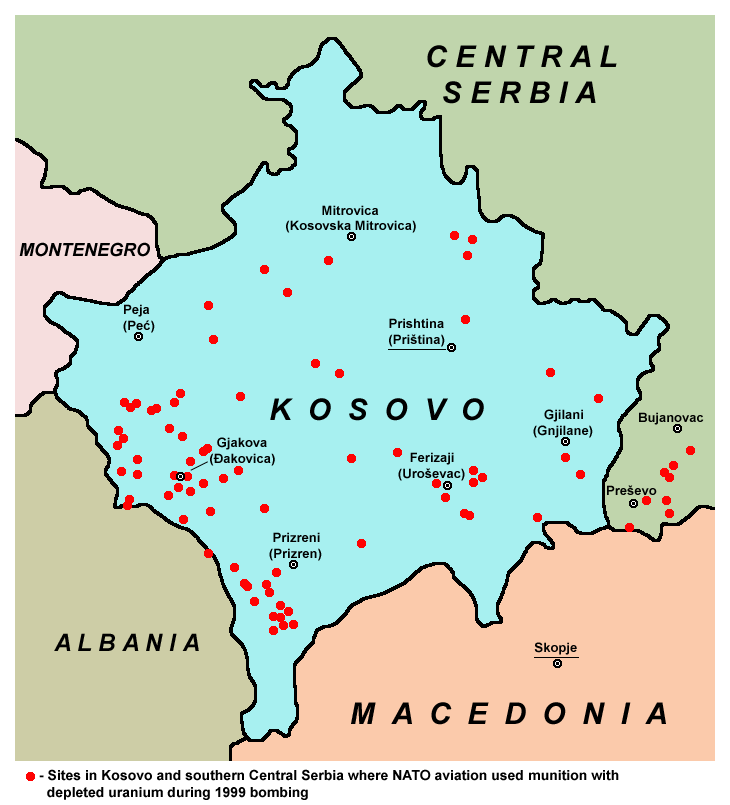
Sites au Kosovo et en Serbie où l'aviation de l'OTAN a utilisé des munitions avec l'uranium appauvri pendant les bombardements de 1999.

Les métaux lourds empoisonnent l'air. Selon ses opposants, l'uranium appauvri est le cheval de Troie de la guerre nucléaire car il continue d'irradier et de tuer après les combats. Il est impossible de s'en débarrasser, il agit ainsi comme une bombe radiologique. 
Après la campagne du Kosovo en 1999, l’Assemblée parlementaire du Conseil de l'Europe a réclamé l’interdiction de la fabrication, des essais, de l'utilisation et de la vente d'armes à l’uranium appauvri afin de préserver les générations présentes et futures (Conseil de l’Europe 24/01/2001).
En outre, la directive 96/29/Euratom dispose que tout produit dépassant une concentration de 10 000 becquerels par kilogramme doit être confiné. Or, bien que l'uranium appauvri ait une concentration 1 500 fois supérieure à cette limite, il est toujours disséminé dans l'environnement par le biais de ces munitions.

## Contamination à l'uranium 234
Des études en laboratoire effectuées par le Dr Asaf Durakovic et son équipe de l'Uranium Medical Research Center indiquent une forte contamination à l'uranium 234 en Irak. Les niveaux d'uranium 234 retrouvés sont proches de ceux de l'uranium naturel, soit 5 à 6 fois plus que l'uranium appauvri. Ceci implique que la radioactivité de l'uranium détecté est double de celle de l'uranium appauvri.

## Effet sur la santé

### Corrélation avec le «syndrome de la guerre du Golfe»
Le rôle qu'a joué l’uranium appauvri dans le syndrome de la guerre du Golfe est sujet à controverse. Les différentes études faites à ce jour avancent des résultats contradictoires.
Un rapport écrit par un ingénieur pétrochimique irlandais fait état d’une augmentation du taux de décès pour 1 000 enfants irakiens de moins de 5 ans, qui passe de 2,4 en 1989 à 16,6 en 1993 et de cas de leucémies qui ont plus que quadruplé dans les régions où des projectiles contenant de l’uranium appauvri ont été utilisés. Même si la famine et le manque de médicaments liés à l’embargo imposé par le conseil de sécurité de l’ONU sont des facteurs d’augmentation de la mortalité infantile, cela n’expliquerait pas les leucémies[réf. souhaitée].
Le docteur Richard Guthrie, expert en armement chimique à l’Université de Sussex au Royaume-Uni, argue que la preuve du lien entre l’utilisation d’uranium appauvri et les maladies natales ne peut être établie. Le gaz moutarde, utilisé par l’armée irakienne durant la guerre avec l’Iran, pourrait en être la cause. L’ypérite est également connue pour provoquer des cancers, des leucémies et des malformations chez les nouveau-nés, même après une courte exposition. Les enfants des résidents d’Halabja, ainsi que ceux des vétérans iraniens de la guerre Iran-Irak, ont développé des cancers et des malformations natales. Ce second groupe n’a pas été exposé à l’uranium appauvri mais souffre de ces maladies.
Ce rapport ne prend pas en compte les vétérans des différentes guerres où l’uranium appauvri a été utilisé et qui n’ont pas été exposés au gaz moutarde[réf. souhaitée].
Une étude du New England Journal of Medicine, qui porte sur 34 000 bébés de vétérans de la guerre du Golfe, ainsi que le département chargé des vétérans Department of Veterans Affairs (en), n’ont trouvé aucune augmentation des risques de malformations du nouveau-né parmi les enfants engendrés par un vétéran de la guerre du Golfe.
Le centre de recherche médicale sur l’uranium (Uranium Medical Research Centre) aux États-Unis d'Amérique et au Canada a publié une étude sur 27 vétérans de la guerre du Golfe affichant les symptômes typiques du syndrome de la guerre du Golfe. Seuls ceux qui avaient des fragments d’uranium appauvri logés dans le corps avaient des traces d’uranium appauvri dans l’urine. L’étude du département des Anciens combattants des États-Unis conclut que, pour cet échantillon, les vétérans qui avaient de l’uranium appauvri dans le corps ne présentaient pas de déficience des fonctions reproductrices et rénales.
L'uranium contenu dans les obus a tendance à s'éparpiller rapidement dans l'air, ce qui étend les zones de contamination par des particules d'uranium et augmente l'exposition à l'uranium. Certaines études controversées suggèrent que l'uranium serait plus volatil qu'il n'est généralement accepté.

### Effet sur les populations civiles

Taux de malformations congénitales observé par l'hôpital Universitaire de Basorah, Irak.

Les armes à uranium appauvri ont été employées massivement dans les conflits récents. De grandes quantités ont été dispersées dans les théâtres de guerre (Balkans, Irak, Afghanistan…). Dans les zones les plus touchées, il a été constaté une hausse spectaculaire des malformations ainsi que des cancers, sans qu'aucune enquête n'ait été faite, que ce soit par les autorités locales ou l'OMS. L'OMS a signé un accord avec l'AIEA en 1959 qui stipule que l'OMS ne doit pas faire d'étude sur les effets de la radioactivité sans l'accord de L'AIEA. Dans les faits, l'AIEA donne rarement l'autorisation d'enquêter. l'Independent WHO se bat contre cet accord.
Concernant la guerre d'Irak, dans les années qui ont suivi la bataille de Falloujah, le nombre de malformations congénitales graves et de cancers aurait augmenté de façon très importante d'après la maternité de l’hôpital et des médecins de Falloujah. Selon l'enquête de la journaliste Angélique Férat, chaque famille de Falloujah a son « bébé monstre ». Ces malformations pourraient être dues à l'utilisation de munitions à l'uranium appauvri ou enrichi,,. 
Cette thèse est peu crédible, même si l'uranium appauvri peut avoir des effets tératogènes, il ne peut expliquer à lui seul des niveaux de prévalence aussi importants : 
- Les composants chimiques des armes conventionnelles (plomb, mercure, divers composés des poudres explosives) sont connus pour leurs effets tératogène et cancérigène.
- Après 1995, le taux de malformation a explosé en Irak, bien avant l'invasion de 2003. L'état sanitaire très dégradé de la population irakienne (système de santé inexistant, pénurie alimentaire sous l'effet de l'embargo puis de la guerre) peuvent aussi expliquer ces malformations. Certains virus et des carences en vitamine B9 peuvent provoquer des malformations.
- Les études sur les survivants d'Hiroshima (bombe à l'uranium) n'ont pas montré de taux de malformation anormaux chez les descendants des irradiés[35].

Une bombe à l'uranium ne contient que quelques dizaines de kilos d'uranium dont une partie est transformée par la fission. L'utilisation à grande échelle de munitions met en jeu des quantités d'uranium très supérieures.  
- Les munitions à l'uranium appauvri sont utilisées pour la lutte contre les blindés ou éventuellement des bunkers, pas pour le combat de rue où l'infanterie alliée est engagée comme ce fut le cas durant cette bataille.
- Les lésions provoquées par l'uranium appauvri sont très différentes des malformations fœtales[36]. L'uranium est notamment un puissant néphrotoxique[37], or aucune étude ne fait état d'une explosion des pathologies ou des atteintes rénales à Falloujah, à l'inverse de ce qui est observé chez les vétérans de la première guerre du Golfe.
- Aucune donnée ne met en évidence des effets chez les populations exposées à des forts taux d'uranium naturel dans l'eau potable.

Cette théorie a été lancée par Christopher Busby (en),[réf. nécessaire] militant antinucléaire britannique, qui s'est distingué dans le passé par des publications bidonnées sur les leucémies autour des centrales nucléaires galloises (falsifications de données) ou des déclarations inventées de toutes pièces sur des épandages de matériaux radioactifs organisés par le gouvernement japonais à la suite de l'accident nucléaire de Fukushima. Ces épandages auraient été destinés à fausser les résultats de futures études sur l'impact de la catastrophe en provoquant des cancers en dehors de la zone contaminée[réf. nécessaire]. Il propose aussi à la vente des kits d'analyses des radionucléides particulièrement dispendieux ainsi que des pilules antiradiations aussi coûteuses qu'inutiles. L'article sur l'utilisation de l'uranium à Falloujah qu'il devait faire paraître dans la revue The Lancet n'a jamais été publiée.[réf. nécessaire]
La carcinogénéité des armes à uranium pourrait provenir des particules alpha diffusées par les poussières d'uranium. Inoffensives à l'extérieur du corps, elles sont extrêmement nocives une fois ingérées ou inhalées en raison du très haut coefficient d'efficacité biologique relative des particules alpha.

## Utilisations
En septembre 2023, dans le contexte de la guerre russo-ukrainienne, les États-Unis annoncent vouloir fournir à Kiev des munitions à l’uranium appauvri de 120 mm destinées aux chars américains M1 Abrams. Ces munitions, capables de perforer les blindages, sont controversées en raison des risques toxiques pour les militaires et la population. L'ambassade de la Russie à Washington condamne alors cette décision qui, selon elle, est « un signe clair de l'inhumanité » des États-Unis.